# Bauhaus Dessau

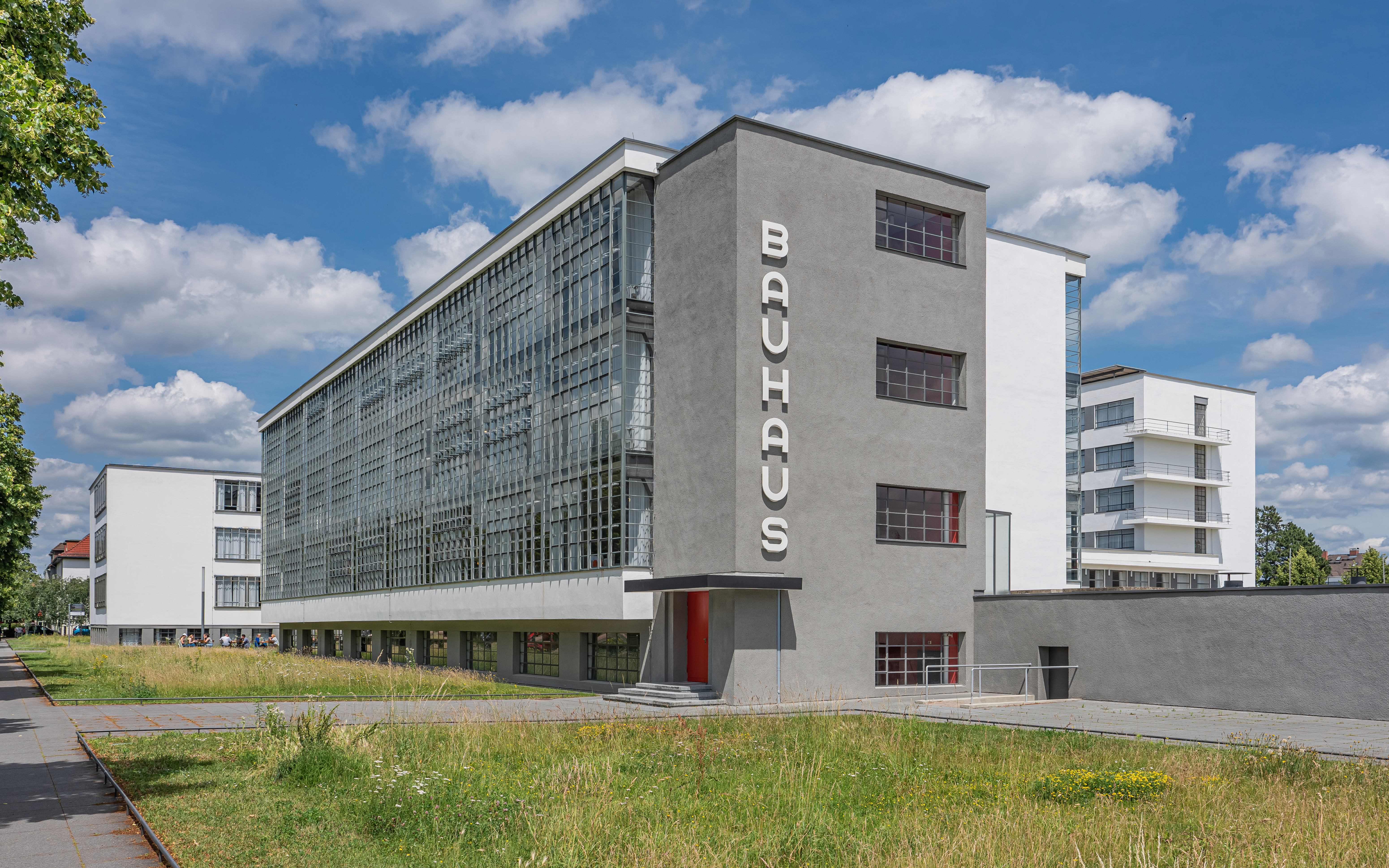
Bauhaus i Dessau

Bauhaus Dessau är ett byggnadskomplex i Dessau-Rosslau. Byggnaden uppfördes 1925–1926 som utbildningsbyggnad för konst-, design- och arkitekturskolan Bauhaus efter ritningar av Walter Gropius. Byggnaden och de närliggande lärarbostäderna Meisterhäuser kom att ligga till grund 
för Bauhaus renommé inom modernismen. Byggnaden förstördes under andra världskriget men under 1960-talet inleddes arbetet med att restaurera byggnaden vilket slutfördes 1976. 1996–2006 genomfördes en ny restaurering efter byggnadsvårdsprinciper. 
Sedan 1996 ingår komplexet i Unescos världsarkivslista tillsammans med Haus am Horn, Bauhausskolan i Weimar, mästarhusen i Dessau och sedan 2017 även loftgångshusen i Dessau-Törten. 
Kritik av skolans modernistiska åsikter, gjorde att Bauhaus av politiska skäl och på grund av minskade bidrag, valde att flytta från det konservativa Weimar till det socialdemokratiska Dessau 1925. Dessaus vänsterliberala borgmästare Fritz Hesse engagerade sig för en etablering av Bauhaus. Bauhaus kom här att bygga sina klassiska byggnader. 
På grund av den ständiga kampen för Bauhaus överlevnad lämnade till sist Gropius ledarrollen 1928 och Hannes Meyer tog över. Trots Meyers framgångar med att marknadsföra Bauhaus, gjorde hans marxistiska idéer att han, redan 1929, tvingades avgå som rektor. Istället tog Mies van der Rohe över och på skolan lades fortfarande störst fokus på arkitektur. Nazisterna starka påverkan i Tyskland lämnade inte heller Bauhaus oberörda, utan 1932 tvingades verksamheten flytta till Berlin sedan nazisterna tagit makten i Dessau. Ett år senare stängdes skolan för gott.

## Andra byggnader i Dessau
I Dessau skapades 1925–1932 dessutom ytterligare byggnader ritade av arkitekter vid Bauhaus som Siedlung Törten, Dessaus arbetsförmedling och Kornhaus. Andra byggnader i Dessau är Konsumgebäude och loftgångshusen i Törten. I anslutning till skolan byggdes även bostäder för de anställda lärarna, de så kallade Meisterhäuser. 

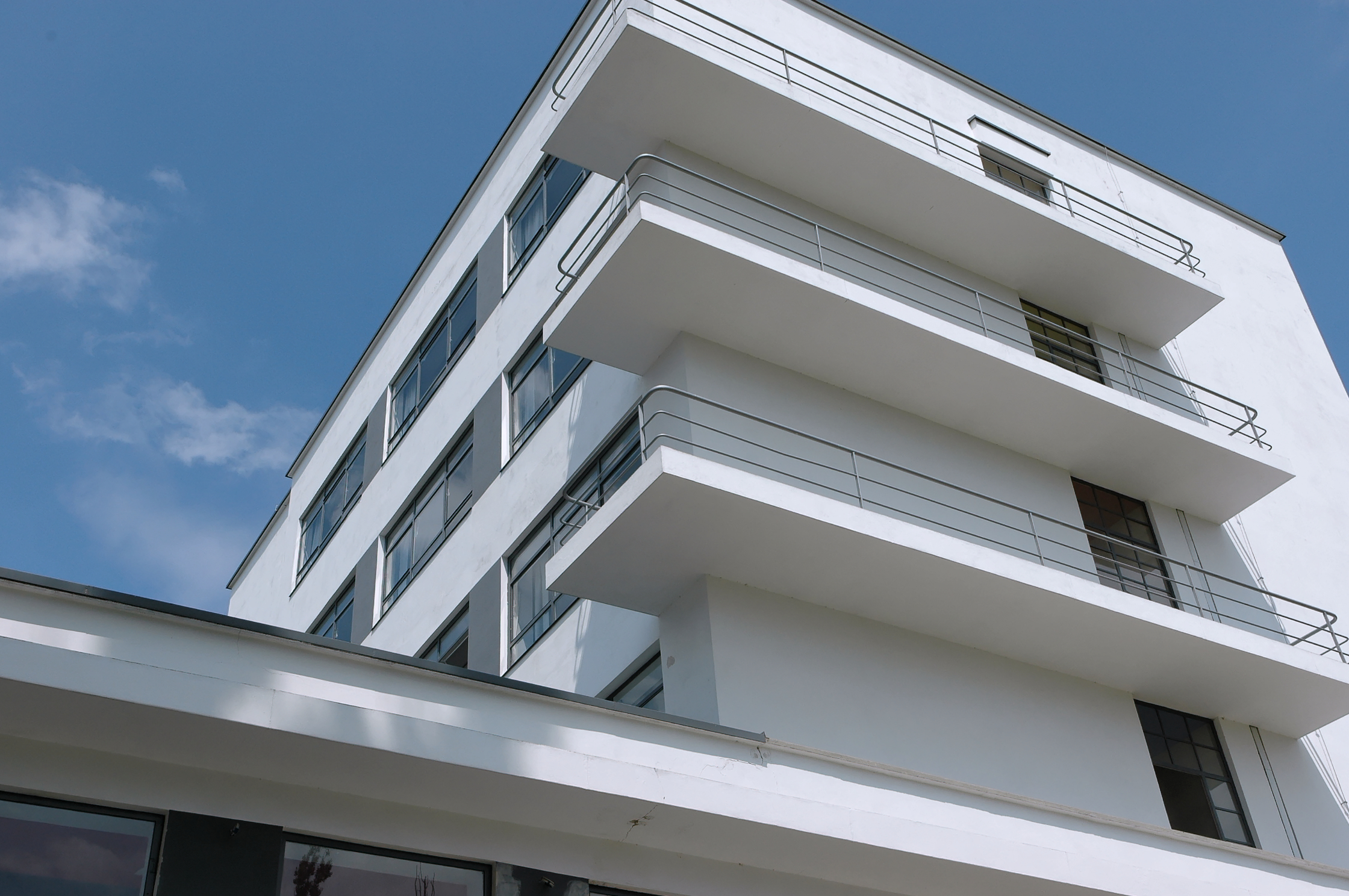
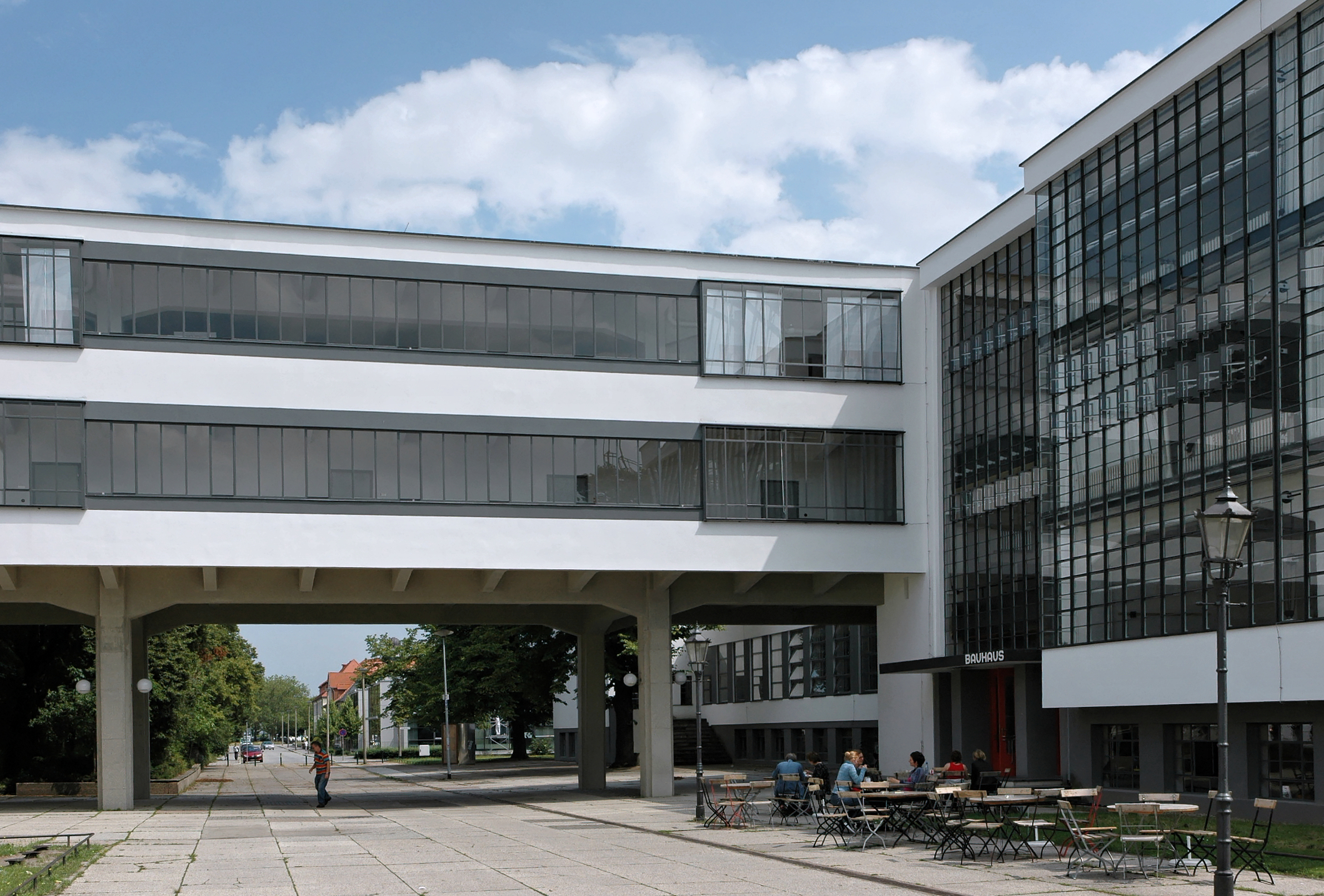
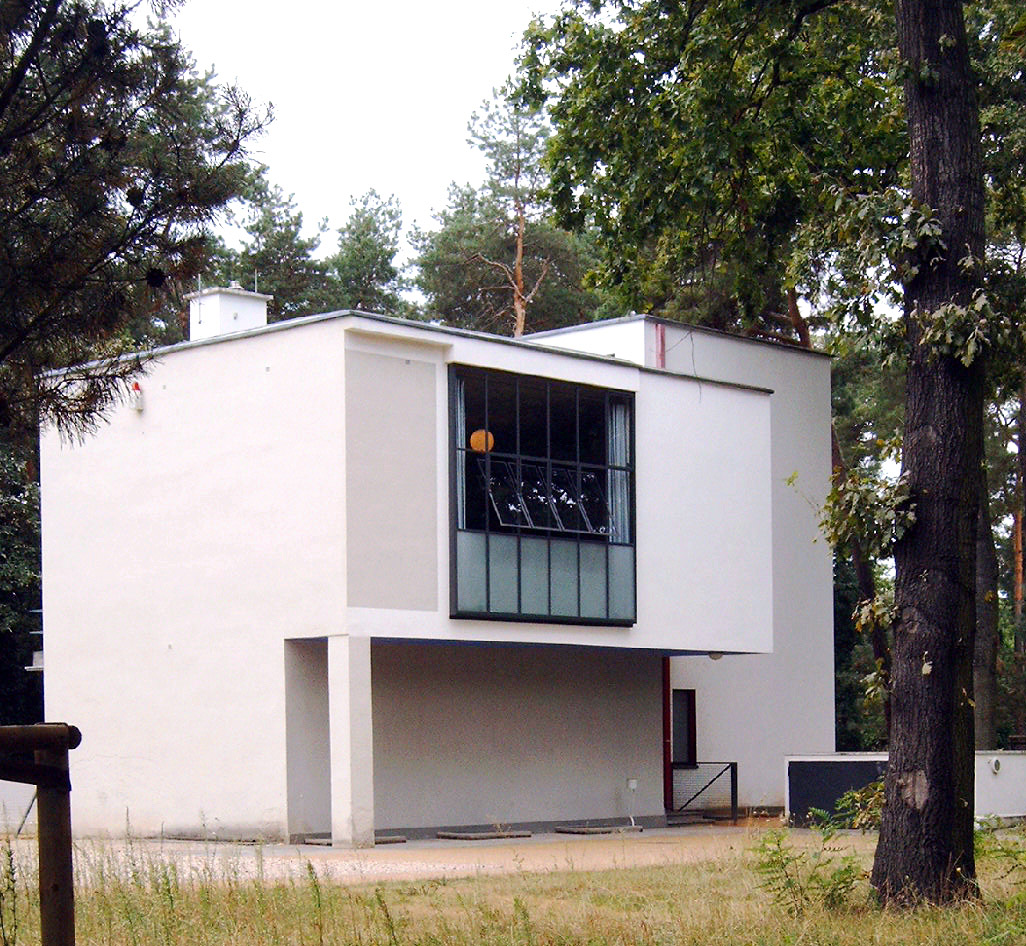
Ett Meisterhaus i Dessau.